# Hans-Joachim Werner (Philosoph)
Hans-Joachim Werner (* 24. April 1940 in Düsseldorf) ist ein deutscher Philosoph und Hochschullehrer.
Werner studierte Philosophie, Pädagogik und Germanistik an den Universitäten Köln und Freiburg i. Br. 1967 wurde er mit einer Arbeit über "Die Anfänge des Philosophierens bei Thomas von Aquin und Hegel" an der Universität Freiburg/Br. zum Dr. phil. promoviert. 1972 erfolgte die Habilitation an der Universität Freiburg i. Br. mit einer Untersuchung über Johannes Duns Scotus. Seit 1972 war er Professor an der Pädagogischen Hochschule Karlsruhe, wo er Leiter des Instituts für Philosophie, Theologie und Hodegetik wurde. Von 1978 bis 1982 war er Rektor der PH Karlsruhe.
In seinen Veröffentlichungen beschäftigt sich Hans-Joachim Werner mit der mittelalterlichen Philosophie, vor allem mit Johannes Duns Scotus, außerdem mit der Ethik und dem Werk Martin Bubers. Er gehört dem Vorstand der Martin-Buber-Gesellschaft an.

## Veröffentlichungen (Auswahl)
Monographien
- Die Ermöglichung des endlichen Seins nach Johannes Duns Scotus. Lang, Bern 1974, ISBN 3-261-00953-5 (= Habilitationsschrift Universität Freiburg/Br.).
- Eins mit der Natur. Mensch und Natur bei Franz von Assisi, Jakob Böhme, Albert Schweitzer und Pierre Teilhard de Chardin (= Beck'sche schwarze Reihe, Bd. 309). Beck, München 1986, ISBN 3-406-31301-9.
- Martin Buber (= Campus-Einführungen, Bd. 182). Campus-Verlag, Frankfurt/M. 1994, ISBN 3-593-35057-2.
- Moral und Erziehung in der pluralistischen Gesellschaft. Wissenschaftliche Buchgesellschaft, Darmstadt 2002, ISBN 3-534-16026-6.
- (mit David Silvera, Alan Flashman): "Verbundenheit im Gegenüber". Martin Buber und der Umgang mit Konflikten. Verlag Edition AV, Bodenburg 2020, ISBN 978-3-86841-236-9.

Aufsätze
- Die ideelle Konstruktion des Endlichen nach Duns Scotus und Thomas von Aquin. In: Dieter Grimm (Hrsg.): Prismata. Dank an Bernhard Hanssler. Verlag Dokumentation, Pullach 1974, S. 42–54, ISBN 3-7940-3030-3.
- Johannes Duns Scotus. In: Martin Greschat (Hrsg.): Gestalten der Kirchengeschichte. Bd. 4,2. Kohlhammer, Stuttgart 1983, S. 73–91, ISBN 3-17-008114-4.
- Die Ethik Albert Schweitzers und die deutsche Mystik des Mittelalters. In: Claus Günzler (Hrsg.): Albert Schweitzer heute. Brennpunkte seines Denkens (= Beiträge zur Albert-Schweitzer-Forschung, Bd. 1). Katzmann, Tübingen 1990, S. 196–226, ISBN 3-7805-0456-1.
- Johannes Duns Scotus. In: Hans von Campenhausen u. a.: "Nimm und lies". Christliche Denker von Origenes bis Erasmus von Rotterdam. Kohlhammer, Stuttgart 1991, S. 247–269, ISBN 3-17-011554-5.
- Die Erfassung des Schönen in seiner personalen und ethischen Bedeutung bei Duns Scotus. In: Ludger Honnefelder/Rega Wood (Hrsg.): John Duns Scotus. Metaphysics and ethics (= Studien und Texte zur Geistesgeschichte des Mittelalters, Bd. 53). Brill, Leiden 1996, S. 535–550, ISBN 90-04-10357-0.
- "Kein Prinzipienbuch in die Hand". Überlegungen zu Bubers ethischem Denken. In: Werner Zager (Hrsg.): Ich und Du - Mensch und Gott. Im Gespräch mit Martin Buber. Neukirchener Verlags-Haus, Neukirchen-Vluyn 2006, S. 69–94, ISBN 3-7975-0139-0.
- "Da euer Geist nur von den Sinnen leiht, um den Verstand es dann zu überreichen" - Die Bedeutung von Bildern und Gleichnissen für die Philosophie. In: Peter Müller (Hrsg.): Geschichten sind ein Kleid der Wirklichkeit. Gleichnisse in Theologie, Philosophie, Literatur und Kunst (= Hodos - Wege bildungsbezogener Ethikforschung in Philosophie und Theologie, Bd. 5). Lang, Frankfurt/M. 2007, S. 51–70, ISBN 3-631-55790-6.
- Bildung, Lernen und Erziehung im Horizont bioethischer Kontroversen. In: Eike Bohlken/Siegbert Peetz (Hrsg.): Bildung - Subjekt - Ethik. Bildung und Verantwortung im Zeitalter der Biotechnologie. Wissenschaftliche Buchgesellschaft, Darmstadt 2007, S. 57–76, ISBN 3-534-20082-9.
- "Mitleben als Sein ist Liebe". Die dialogische Perspektive Martin Bubers. In: Werner Schüßler/Marc Röbel (Hrsg.): Liebe - mehr als ein Gefühl. Philosophie - Theologie - Einzelwissenschaften. Schöningh, Paderborn 2016, S. 71–95, ISBN 978-3-506-78513-8.
- Die Bedeutung der geistigen Wesenheiten im Dialogdenken Martin Bubers. In: Zeitschrift für christlich-jüdische Begegnung im Kontext, Jg. 2018, H. 1–2, S. 47–60.

Festschrift
- Ursula Frost u. a. (Hrsg.): Dialog als Prinzip. Festschrift für Hans-Joachim Werner. Verlag Edition AV, Bodenburg 2020, ISBN 978-3-86841-244-4